# Lamproptera meges
Espèce
Lamproptera meges ou Papillon à queue de dragon vert (en anglais green dragontail) est une espèce de lépidoptères (papillons) de la famille des Papilionidae. 

## Distribution et habitat
Cette espèce est originaire d'Asie du Sud et du Sud-Est et se rencontre de l'Inde au sud de la Chine. Sa localité type est l'île de Java mais on le trouve aussi aux Philippines et à Célèbes. Il vit dans les clairières ensoleillées des forêts tropicales, près des rivières, des ruisseaux et des cascades entre 100 et 1000 m d'altitude. Il est encore plus commun que le Lamproptera curius (Papillon à queue de dragon).

## Description
C'est un insecte diurne.

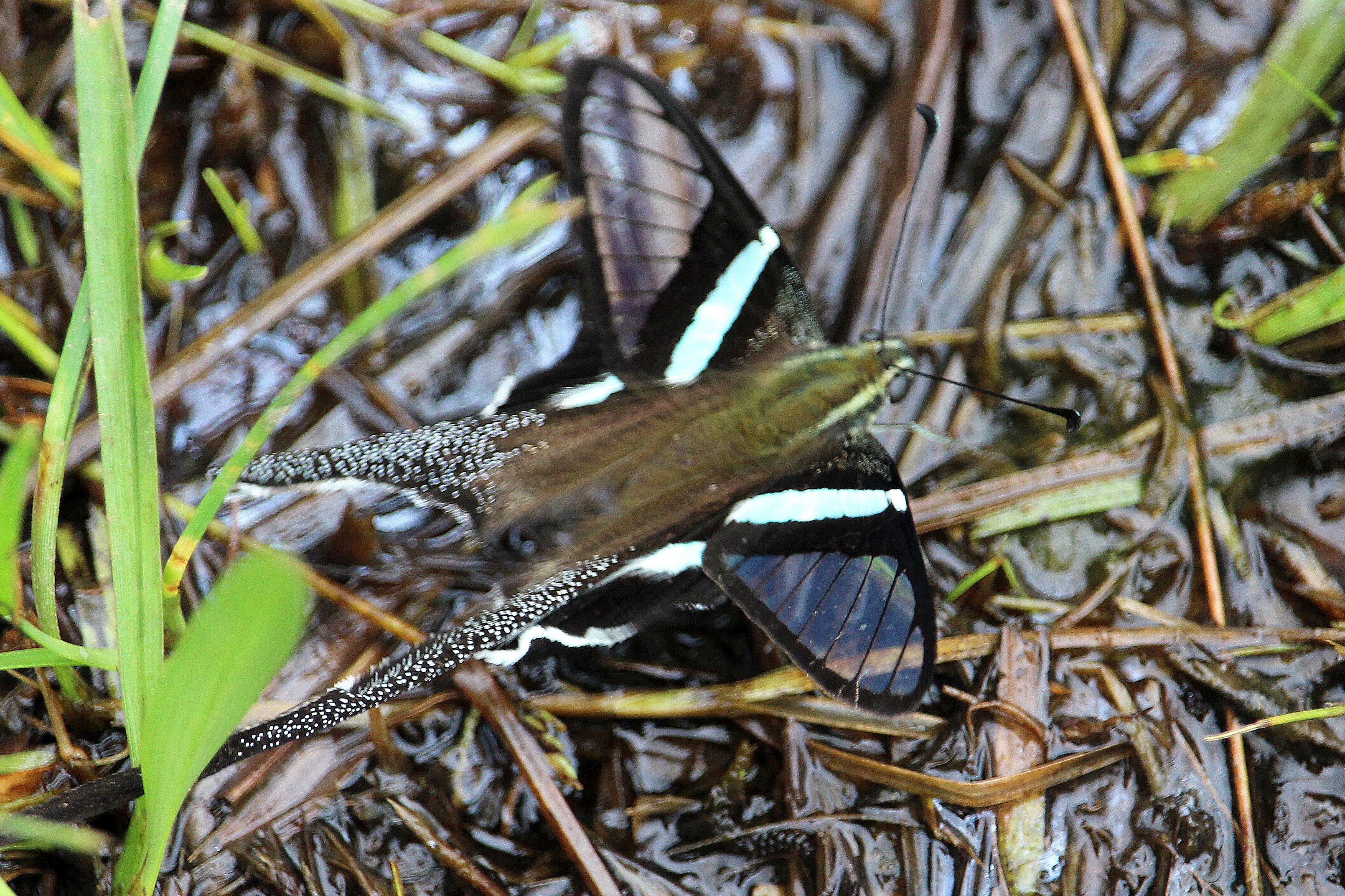
Lamproptera meges, Nagaland, Inde

Ce papillon a une envergure de 4 à 5 cm ou 4 à 5,5 cm selon les sources. Sa couleur de fond est noire. Il est aisé de le reconnaître à ses ailes antérieures translucides avec une bande verte et surtout à ses très longs appendices caudaux. Ses antennes sont presque aussi longues que ses ailes antérieures.

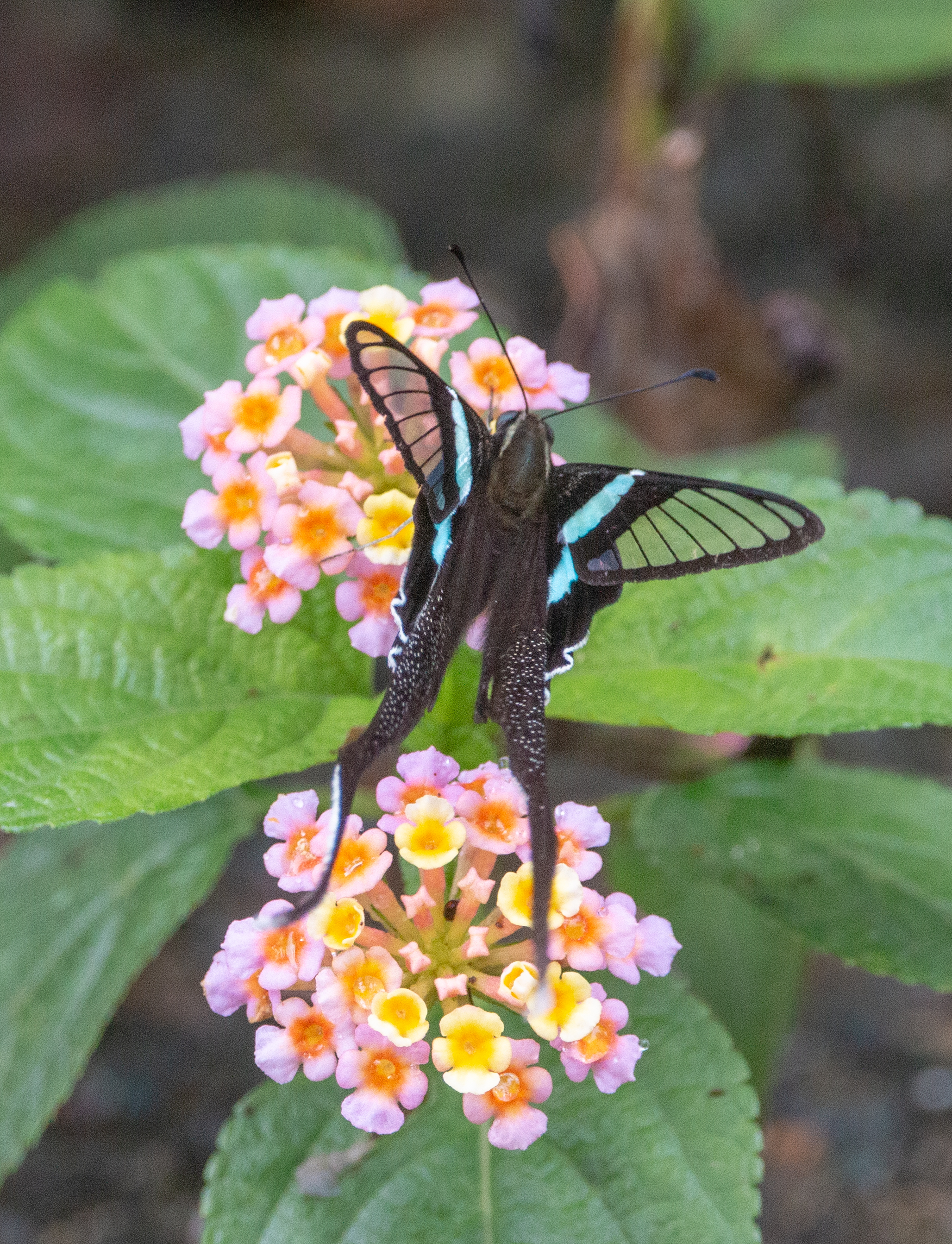
Pamproptera meges volant sur place pour butiner le nectar des fleurs

En vol, il fait penser à une libellule, le battement de ses ailes est très rapide et produit un vrombissement. 
Il vole sur place, à la différence de la majorité des rhopalocères, pour butiner les fleurs. 
Il aspire régulièrement de l'eau qu'il rejette ensuite avec force par l'anus après  avoir extrait les sels minéraux dissous.

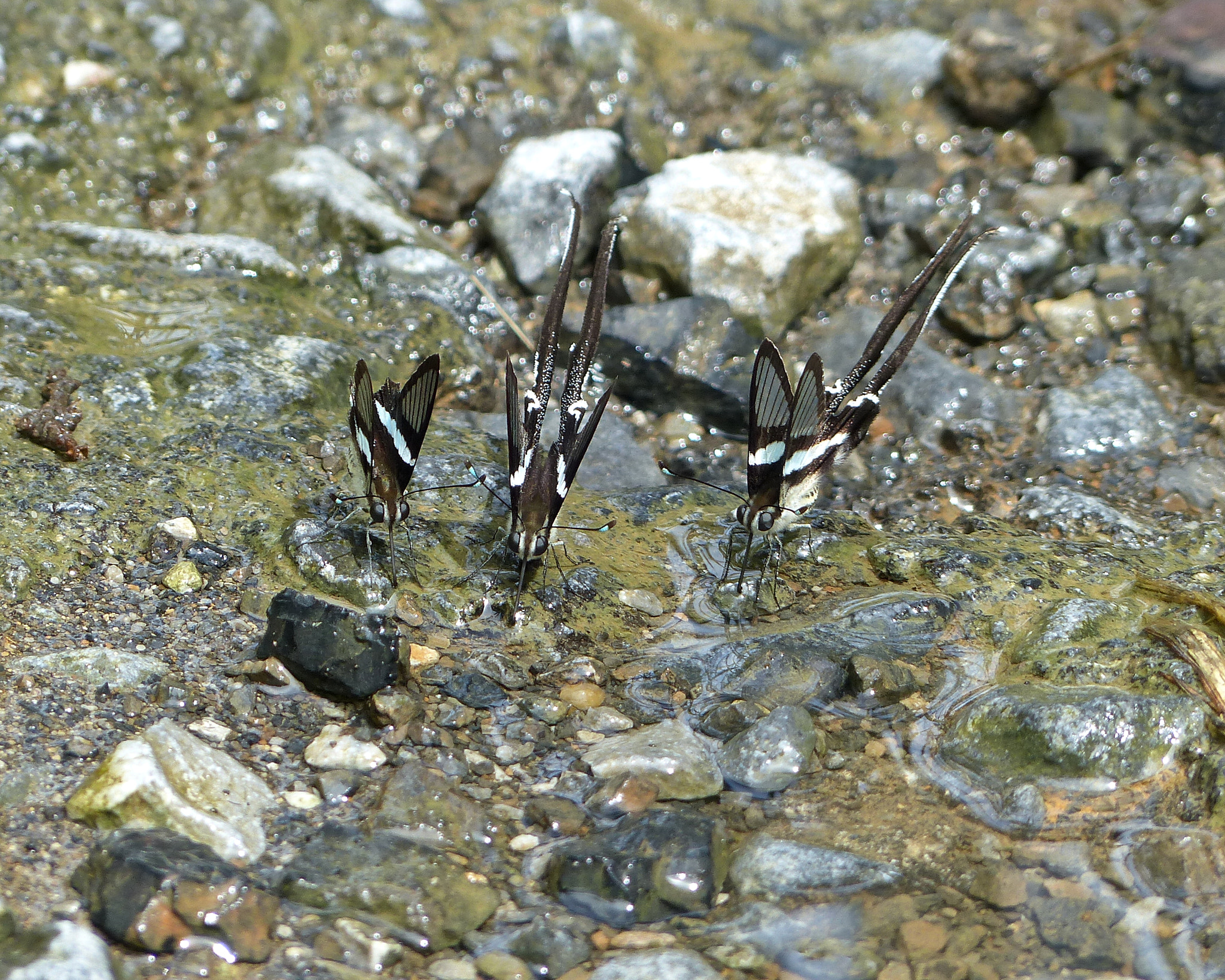
Papillons à queue de dragon vert se désaltérant, Vietnam

La chenille mange des feuilles de lianes de la famille des Hernandiaceae : Illigera burmanica, Illigera cordata et Illigera luzonensis.